# YouTube Space
YouTube Space（ユーチューブ スペース）は、クリエイターのためにYouTubeが設立した施設であり、ロサンゼルスやロンドンなどの複数の都市にある。
YouTube Spaceは条件を満たせば完全に無料で使用でき、YouTubeは機器、スタジオスペース、ポストプロダクション施設、トレーニング、ワークショップを提供している。ただし、クリエイター、必要に応じて自分でスタッフを雇う必要がある。2020年時点で世界中に10のYouTube Spaceがある。これら常設スペースの他に期間限定のポップアップスペースも存在し、過去にはバンコク、マドリッド、メキシコシティの三都市でオープンされた。

## 所在地

### ロンドン
最初に生まれたYouTube Spaceであり、2009年にオープンした。3つの防音スタジオ、編集スイート、およびYouTuberが商品を販売するためのストアが備わっている。また、コーヒーバー付きのコミュニティエリアもある。

### ロサンゼルス
2013年にオープンした2番目のYouTube Space。場所はロサンゼルス国際空港から数分の場所にある。

### 東京
2013年にオープン。日本の伝統的なホームセット、教室セットやゲームショー用のモジュラーセットが備わっている。クリエイター向けのトレーニングルームやレコーディングスタジオも併設された。なお、東京のYouTubeスペースは2020年に六本木ヒルズから渋谷駅付近に移転予定である。

### ニューヨーク
2014年にオープン。世界で4番目のYouTube Spaceであり、米国拠点としては2番目である。ニューヨークのチェルシーマーケットの6階に位置し、20,000平方フィートある。

### サンパウロ
2014年にオープンしたブラジルで最初のYouTube Space。

### リオデジャネイロ
2015年にオープンしたブラジルで2番目のYouTube Space。22,000平方フィートのスペースがある。

### ベルリン
2015年にオープン。クリエイターがベルリンのYouTube Space利用するための必要条件は「チャンネル登録者1000人以上」のみであり、他の多くのスペースよりもはるかに簡単に利用できる。

### パリ
2015年にオープン。

### ムンバイ
2015年にオープン。広大な制作複合施設内に1400平方フィートのスペースがあり、400平方フィートのスタジオ、ラウンジ、ワークショップスペースがある。4K動画の編集が可能な2台のパソコンがある。

### ドバイ
2018年にオープンし、世界で10番目のYouTube Spaceとなった。他のスタジオと同様に、YouTubeと提携して完全装備のスタジオやクリエイターのコンテンツのためにポストプロダクションとコミュニティサポートを備えている。

## ギャラリー

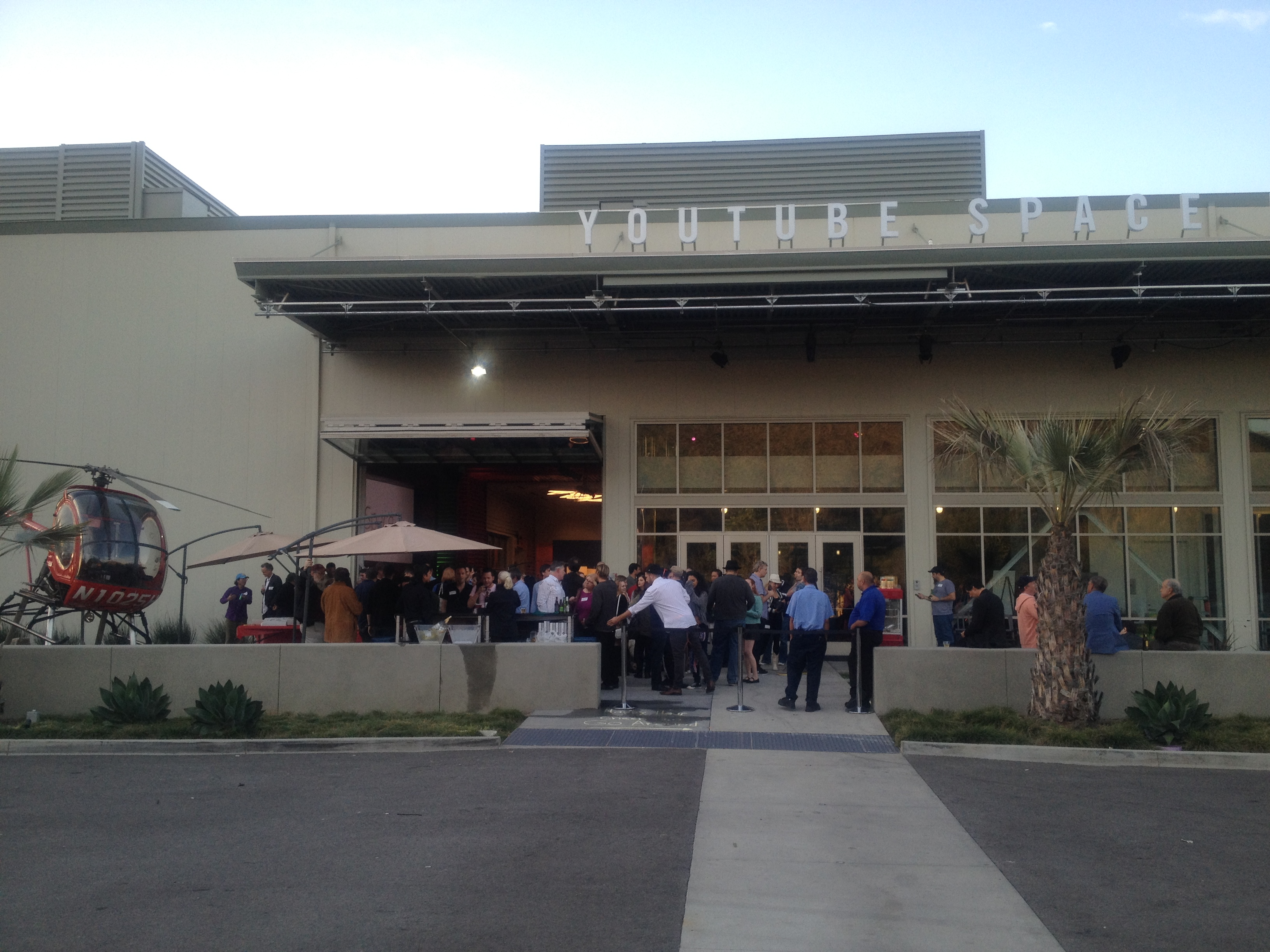
YouTube Space LA
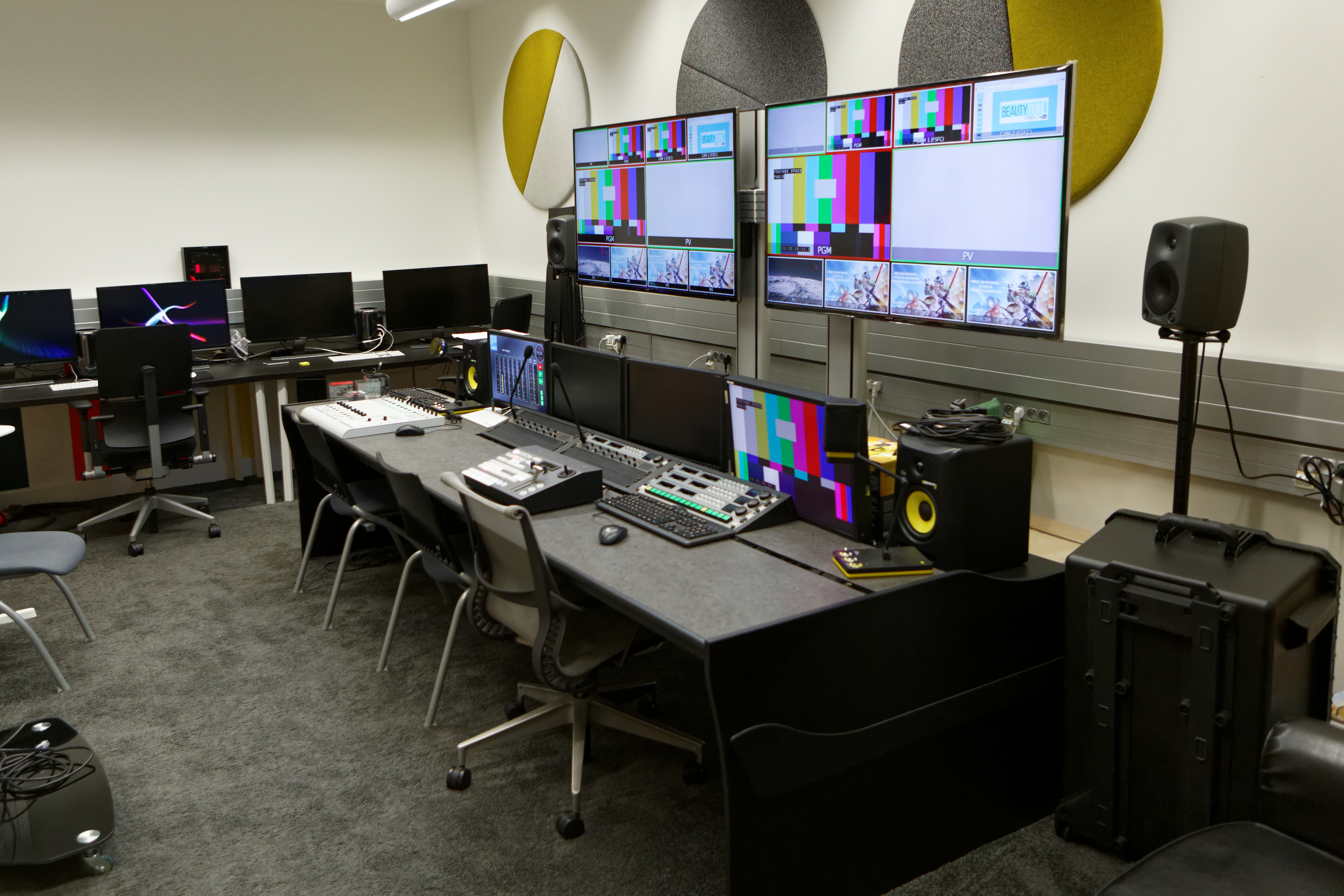
YouTube Space Paris
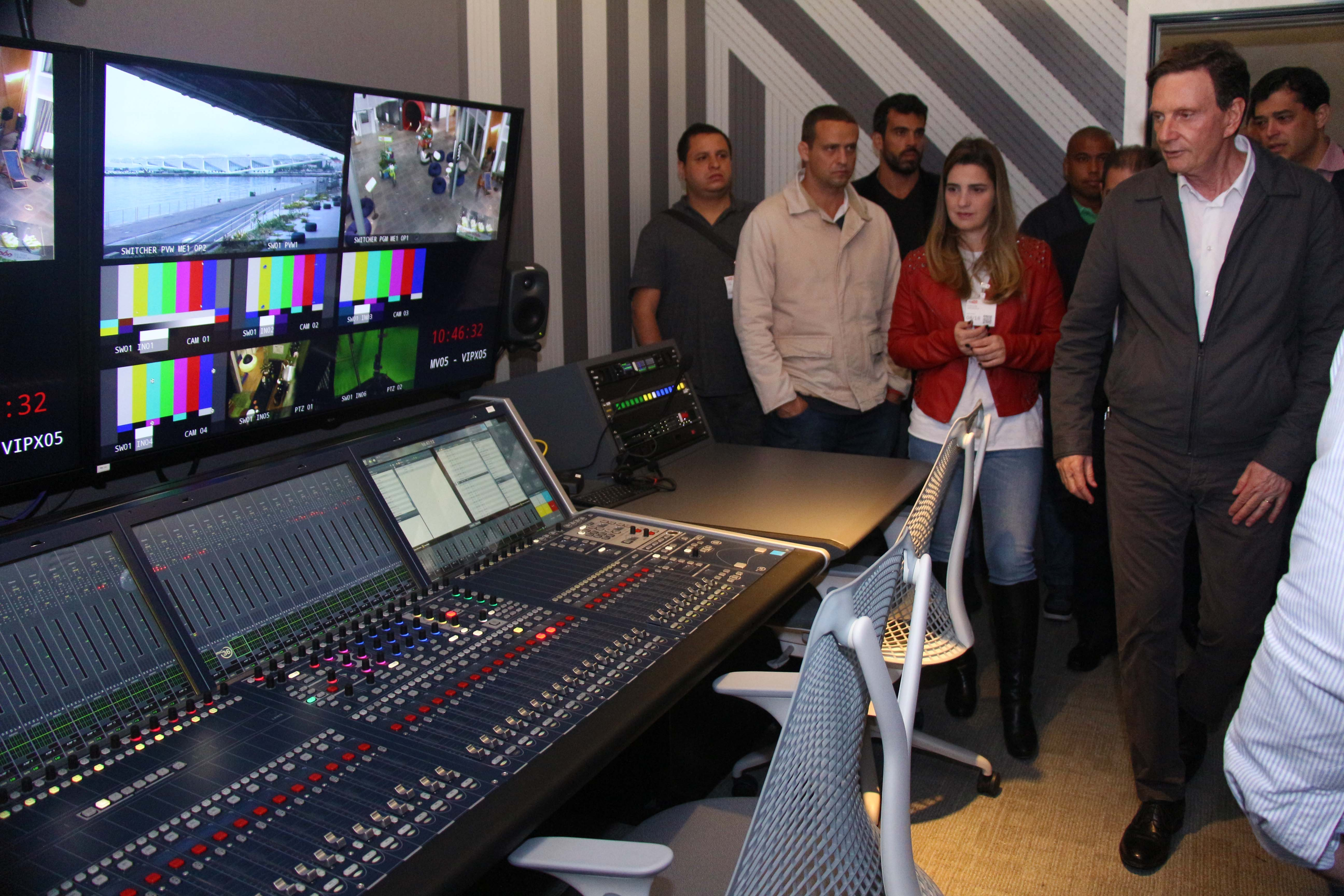
YouTube Space Rio
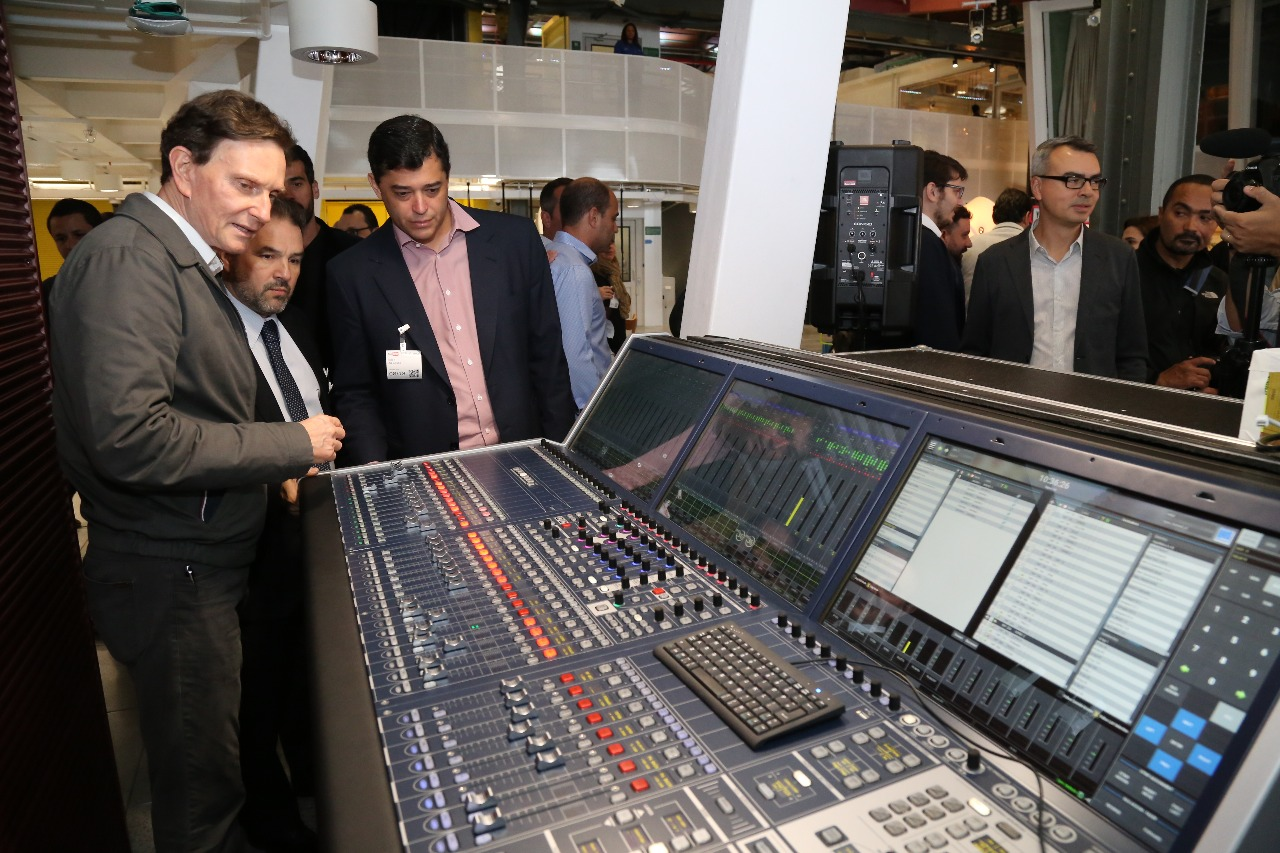
YouTube Space Rio
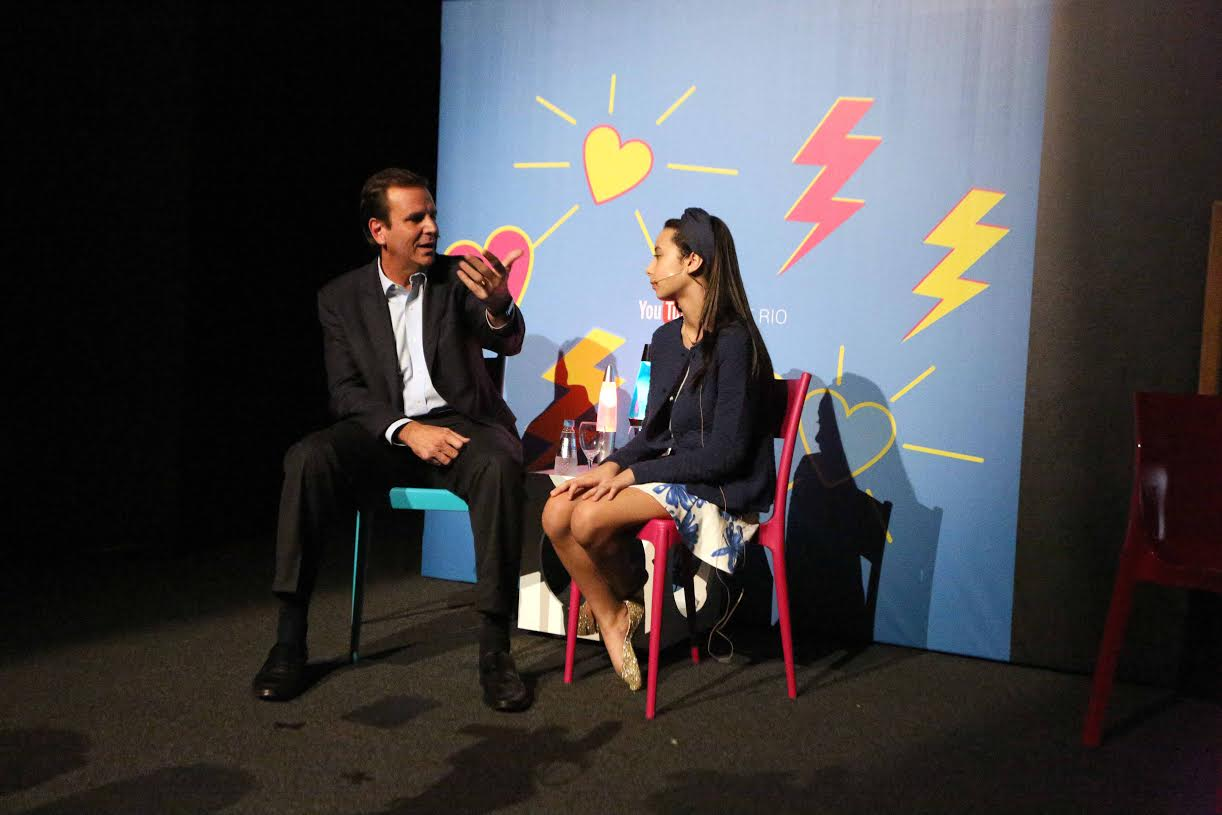
YouTube Space Rio